# ماء سائل خارج الأرض

تدفقات الموسم الحار في حفرة باليكير (داخل فوهة نيوتن) على سطح المريخ. في حين أن هناك أدلة غير حاسمة ولكن مثيرة للاهتمام توحي بوجود الماء السائل خارج الأرض، فقد استعصى حتى الآن التحقق من ذلك مباشرة.

الماء السائل خارج الأرض هو الماء في حالته السائلة الذي يتم العثور عليه خارج الأرض. وهو موضوع يلقى اهتمام واسع لأنه يعتقد عادة أن أحد الشروط الأساسية للحياة خارج كوكب الأرض هو جود الماء في حالته السائلة.
الأرض هي الكوكب الوحيد المعروف من الأجرام المستقرة الذي يحتوى ماء سائل على سطحه، حيث مياه المحيطات تغطي 71٪ من سطحه والماء السائل أمر ضروري لجميع أشكال الحياة المعروفة على الأرض. وجود الماء على سطح الأرض هو نتاج ضغط الغلاف الجوي ومدار الأرض المستقر في نطاق صالح للحياة حول الشمس، على الرغم من أن أصل مياه الأرض ما زال مجهولا.
الطرق الرئيسية المستخدمة حاليا للحصول على تأكيد وجود الماء السائل خارج الأرض هي الامتصاص الطيفي والكيمياء الجيولوجية وقد أثبتت هذه الأساليب فعاليتها لكشف بخار الماء في الغلاف الجوي والجليد. ومع ذلك، فأن استخدام الأساليب المتبعة حاليا ومنها التحليل الطيفي الفلكي هو إلى حد كبير أكثر صعوبة للكشف عن المياه السائلة على الكواكب الأرضية، خاصة في حالة المياه الجوفية.ونتيجة لهذا، علماء الفلك، وعلماء الأحياء الفلكية وعلماء الكواكب يستخدمون المنطقة القابلة للسكنى، والجاذبية ونظرية المد والجزر، ونماذج تمايز الكواكب وعلم قياس الإشعاع لتحديد إمكانية وجود الماء السائل. ويمكن أن توفر المياه التي تلاحظ أثناء النشاط البركاني والميزات النهرية ووجود موانع التجمد، مثل الأملاح أو الأمونيا أدلة غير مباشرة أكثر إقناعا.
باستخدام هذه الأساليب، استنتج كثير من العلماء أن الماء السائل غطى سابقا مساحات واسعة من المريخ والزهرة.
ويعتقد أن الماء السائل وجود تحت سطح بعض الكواكب، على غرار المياه الجوفية على الأرض. ويعتبر بخار الماء في بعض الأحيان دليلا قاطعا على وجود مياه سائلة، على الرغم من ان بخار الماء في الغلاف الجوي يمكن العثور علية في العديد من الأماكن حيث لايوجد ماء سائل.ولكن بخار الماء، قد يدعم فرضية وجود السوائل تحت سطح عدة أقمار وكواكب قزمة آخرى في النظام الشمسي. وتكهن البعض أن تكون المحيطات الكبيرة موجودة خارج الأرض. ويعتقد أن وجود الماء السائل أمر شائع في الأنظمة الكوكبية الأخرى، على الرغم من عدم وجود أدلة قاطعة، وهناك قائمة متزايدة من المرشحين المحتملين خارج المجموعة الشمسية.

## الماء السائل في النظام الشمسي
اعتبارا من ديسمبر 2015، الماء السائل المؤكد في النظام الشمسي خارج الأرض هو 25-50 ضعف حجم مياه الأرض (1.3 مليار كيلومتر مكعب).

### القمر

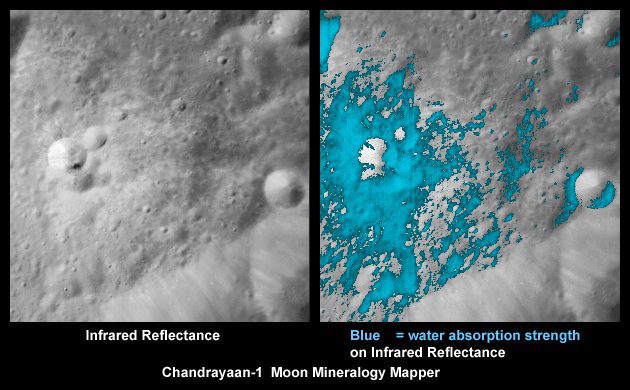
تظهر هذه الصور فوهة قمرية صغيرة جدا على جانب القمر البعيد كما رصدتها ادأة مخطط عدانة القمر على متن المسبار القمري شاندرايان 1

منذ عقد 1960 خمن العلماء أن جليد الماء موجود على سطح القمر في المناطق الباردة، والحفر المظللة بشكل دائم في قطبي القمر. وتم الكشف عن جزيئات الماء أيضا في طبقة رقيقة من الغازات فوق سطح القمر. في 24 سبتمبر 2009 ذكرت مجلة العلوم أن اداة (مخطط عدانة القمر (M3)) التي ساهمت بها وكالة ناسا ضمن مهمة منظمة بحوث الفضاء الهندية على متن المسبار القمري شاندرايان 1 قد رصدت المياه على سطح القمر

### المريخ
المياه المريخ الموجودة حاليا في صورة جليد غالبا، مع كمية صغيرة في الغلاف الجوي على شكل بخار وقد يوجد اليوم ماء سائل جاري على سطح المريخ ولكن فقط في ظل ظروف معينة
ولايوجد تجمع للمياة على سطح المريخ لأن متوسط الضغط الجوي على سطح المريخ يساوي فقط (600 باسكال) (0,087 رطل)-حوالي 0.6٪ من متوسط مستوى ضغط سطح البحر على الأرض -ولأن متوسط درجة الحرارة اقل بكثير (210 كلفن (-63 °C))، مما يؤدي إلى إما للتبخر السريع أو التجمد.
في 28 سبتمبر عام 2015، أعلنت وكالة ناسا أنها وجدت أدلة على أن سبب التدفقات الموسمية على منحدرات المريخ الدافئة سببها تدفق المياه المالحة - أملاح المائية.

### يوروبا
أجمع العلماء أن طبقة من الماء السائل موجود تحت سطح قمر المشتري يوروبا وأن الحرارة الناتجة عن قوة تسخين المد والجزر تسمح لمحيط تحت سطح يوروبا بأن يبقى سائلا.
وتشير التقديرات إلى أن القشرة الخارجية من الجليد الصلب يبلغ سمكها حوالي 10-30 كم (6-19 ميل)، بما في ذلك طبقة لينة من «الجليد الدافئ»، مما قد يعني أن المحيط السائل تحت سطج يوروبا قد يكون عمقة حوالي 100 كم (60 ميل).

### إنسيلادوس
المسبار الفضائي كاسيني في عام 2005 اكد وجود فوارة من المياه، على إنسيلادوس سادس أكبر أقمار الكوكب زحل، وكذلك أكد بيانات قياس الجاذبية في الفترة 2010-2011 وجود محيط تحت سطح إنسيلادوس عمقة مابين 30-40 كم تحت سطح القطب الجنوبي لذلك القمر. .
ويقع المحيط تحت طبقة من الجليد سماكتها حوالي 10 كم،

### غانيميد
بعد عمليات الرصد التي اجرها تلسكوب هابل الفضائي في عام 2015. لأنماط أحزمة الشفق القطبي لقمر المشتري غانيميد وتأرجح المجال المغناطيسي اقترح وجود محيط تحت السطح وتشير التقديرات إلى أن عمقة يقارب 100 كم ويقع تحت قشرة من الجليد سمكها 150 كيلومترا.

### كاليستو
العلماء متأكدون من وجود مياه على كاليستو وهو أحد أقمار كوكب المشتري، لكنهم لا يعلمون مدى سيولة هذا الماء ومعظم سطح كاليستو يتكون من الصخور والجليد ونتيجة عدم وجود أنشطة جيولوجية، فإن العلماء يرجحون أن المياه المتواجدة على صورة حفر ضخمة مليئة بالثلج.

### القمر ديون
أحد أقمار كوكب زحل الذي تم اكتشافه عام 1684. ويتكون سطح هذا القمر من المياه المجمدة بشكل أساسي. وقد أظهرت الصور الملتقطة عبر مركبة الفضاء “كاسيني” عام 2004 وجود منحدرات جليدية ونتوءات سببتها الحركة التكتونية المستمرة للقمر.ويرجح العلماء إمكانية وجود محيط صغير تحت سطح القمر، لكنهم لم يأتوا بدليل قاطع حتى الآن.

### القمر ميماس
ميماس هو أحد الأقمار الثلجية التي تدور حول كوكب زحل والذي يطلق عليه اسم “قمر نجمة الموت”. هذا القمر يشبه إلى حد كبير كرة الثلج التي تدور حول كوكب زحل، كون الجليد هو المكون الأساسي وصاحب النسبة الأعلى في تكوين القمر.
ومع دوران القمر حول زحل لاحظ العلماء حدوث اضطراب في مداره مما يدل على حدوث شيء غير عادي تحت سطحه. الباحثون المسؤولون عن مركبة الفضاء “كاسيني” يرجحون وجود محيط سائل تحت سطح القمر، لكنه يبقى احتمال خصوصًا مع وجود تفسيرات أخرى محتملة لهذه الحركة المطربة لمدار ميماس.

### سيريس
سطح سيريس متباين مابين نواة صلبة وعباءة جليدية ويحتمل وجود محيط من المياة تحت الجليد. وتصل نسبة التقديرات المتوقعة لاحتواء الكوكب القزم على المياه إلى %30، إذ أشارت الدلائل إلى ان سطح سيريس عبارة عن خليط من جليد الماء ومختلف المعادن المائية مثل الكربونات والطين المختلطة مع الصخور، وتأتى هذه النتائج الجديدة من الخريطة العالمية لسيريس والتي تبين توزيع الهيدروجين على سطح الكوكب التي يمكن أن تستخدم للاستدلال على وجود الماء.
وفي يناير كانون الثاني عام 2014، تم رصد انبعاثات من بخار الماء من عدة مناطق على الكوكب. ولم يكن هذا متوقعا، لأن الأجرام الكبيرة في حزام الكويكبات عادة لا ينبعث منها البخار، وانما هذة سمة تميز المذنبات.

### المياه القديمة على كوكب الزهرة
تشير دراسات معهد جودارد لدراسات الفضاء والدرسات الأخري إلى أن كوكب الزهرة ربما كان لة محيط ضحل في الماضي قبل ملياري سنة وان غلاف الزهرة الجوي كان يشبه كثيراً ما هو عليه جو الأرض اليوم، وربما كانت هناك كميات كبيرة من الماء السائل على السطح وقد تبخر قبل 715 مليون سنة. حاليا، الماء الوحيد المعروف على كوكب الزهرة هو في شكل كمية ضئيلة من البخار في الغلاف الجوي (20 جزء في المليون).

### عطارد

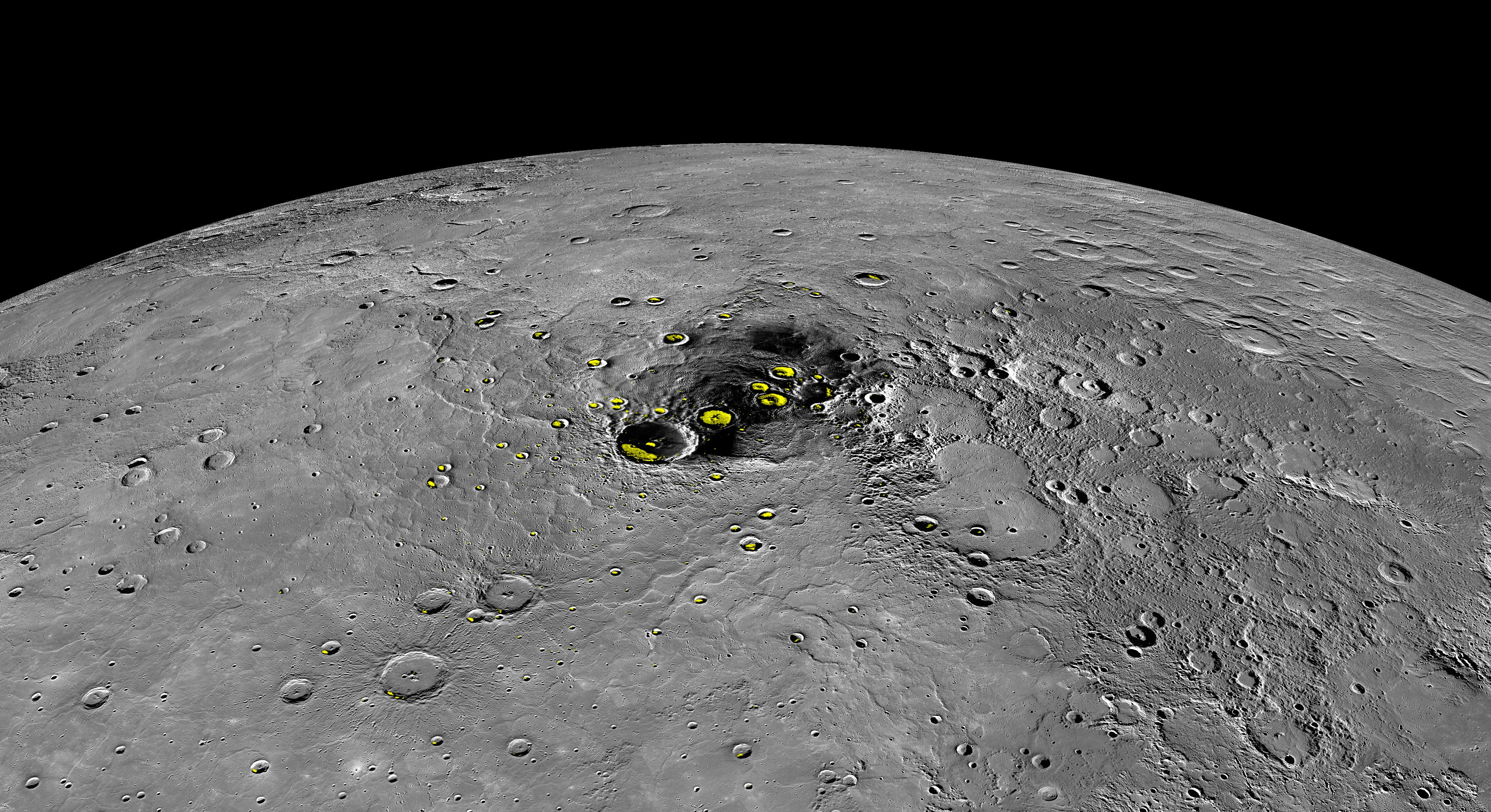
جليد الماء (بالأصفر) في المنطقة القطبية الشمالية لعطارد

على الرغم من أن سطح عطارد محترق بشدة نتيجة الشمس، لكن العلماء يعتقدون أن القطبين غالبًا ما يكونان بمنأى عن الشمس مما يجعل هناك فرصة لتراكم الجليد لكن العلماء يستبعدون أيضًا وجود المياه السائلة نتيجة الحرارة الشديدة لسطح الكوكب، لكن ما أرسلته المركبة الفضائية من صور أكد وجود بعض تجمعات المياه.

### تيثيس وريا ولابيتوس
أقمار تيثيس وريا ولابيتوس وهي اقمار ثلجية متجمدة لكوكب زحل؛ مما يعطي أملًا بوجود مياه سائلة. ويظهر القمر لابيتوس وجود عملية تسامي للماء على سطحه من الصورة الثلجية إلى الصورة الغازية بشكل مباشر دون المرور بالحالة السائلة.

## الماء السائل داخل المذنبات
المذنبات تحتوي على نسب كبيرة من جليد الماء، نظرا لصغر حجمها والمسافة الكبيرة التي تفصلها عن الشمس. وتوجد ادلة على وجود الماء سائل داخل المذنب ويلد 2 في مرحلة ما في الماضي. ..وعندما درس الباحثون ذيول المذنبات خلال مرورها عبر النظام الشمسي الداخلي، استنتجوا أن معظم جليد الماء الموجود في المذنبات لا بد أن يكون قد ظل على حالته اللابلورية. ومع اقتراب المذنبات من الشمس، تبدأ المذنبات بضخ غازات، مثل أحادي أكسيد الكربون والميثان، في ذيولها. لكن تحرير الغازات هذا يحدث بدرجات حرارة أعلى بكثير مما هو متوقع إذا كانت هذه المركّبات قد تصلبت وتجمّعت في مكامن منفصلة عن الجليد.وخلال تكوّن المذنبات، يسخن الجليد، ومن ثم فمن غير المحتمل احتفاظه ببنيته اللابلورية العالية الكثافة. وبدلا من ذلك، فإن التسخين الطفيف سيحول بنيته إلى الصورة اللابلورية المنخفضة الكثافة.

## طرق الكشف
معظم أنظمة الكواكب الخارجية المعروفة يبدو أن لها تركيبة مختلفة جدا من النظام الشمسي ويعتقد إن هناك انحياز استعياني ناشئ عن طرق اكتشاف كواكب خارج المجموعة الشمسية.

### التحليل الطيفى

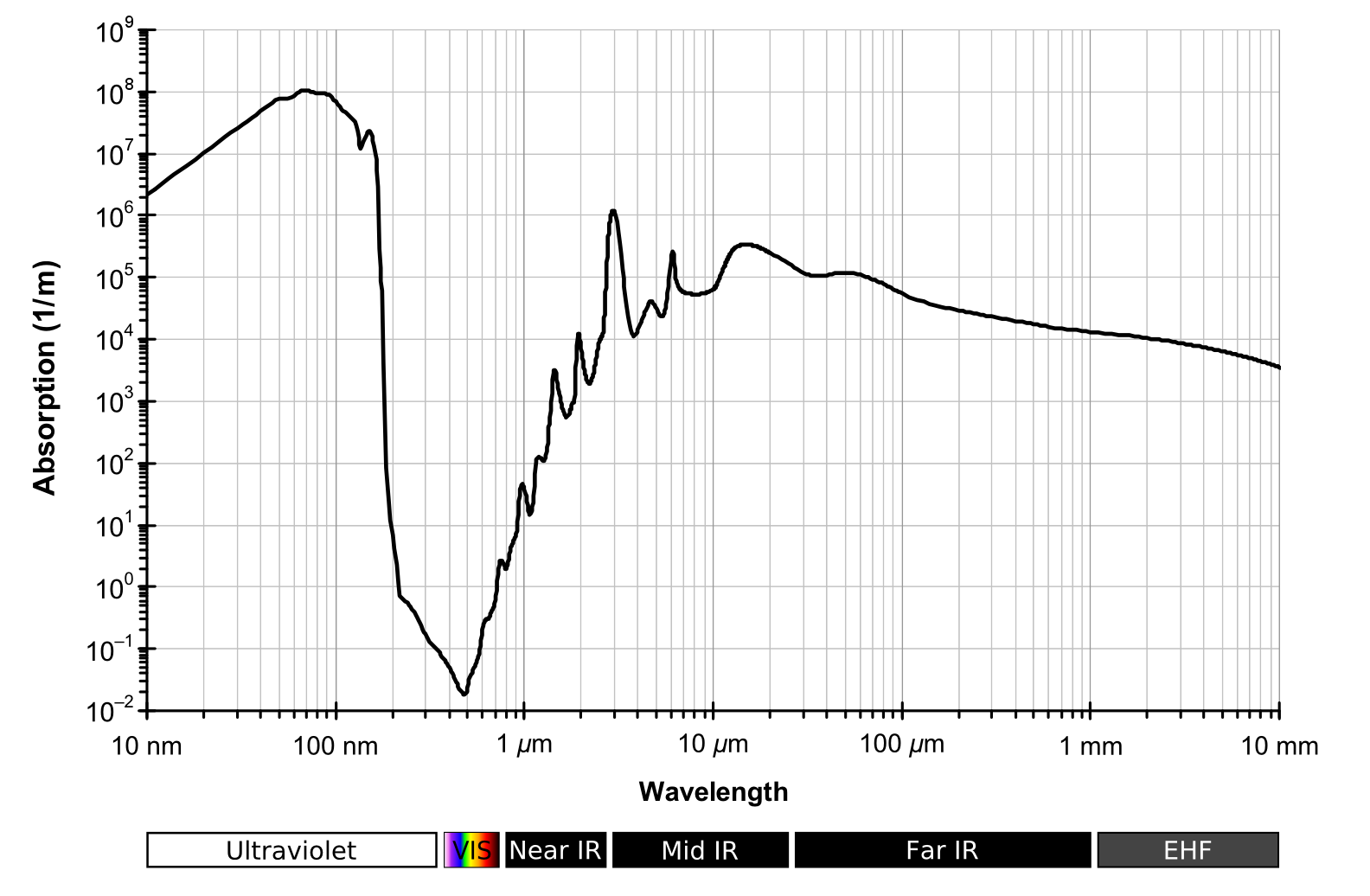
طيف امتصاص الماء السائل

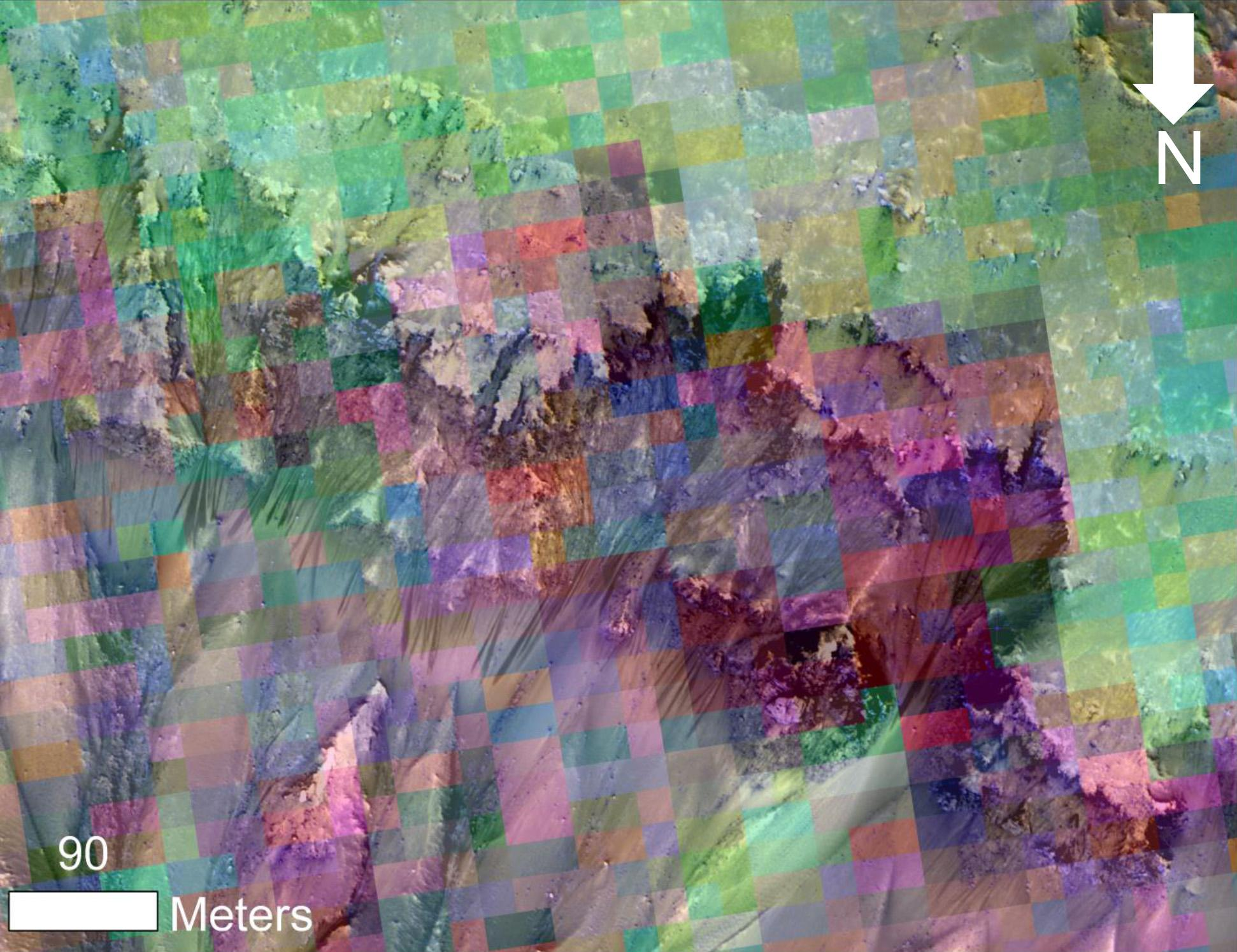
لم يتم الكشف عن الماء السائل عن طريق التحليل الطيفي لتدفقات المريخ الموسمية.

مطيافية الامتصاص هي الأسلوب الأكثر فعالية للكشف وتأكيد وجود الماء السائل خارج الأرض—للماء السائل بصمة طيفية متميزة بسبب حالة الروابط الهيدروجينية.
وعلى الرغم من تأكيد وجود بخار الماء والجليد خارج الأرض، الا ان البصمة الطيفية للماء السائل لم يتم تأكيدها بعد.ان ادلة المياه على سطح الكواكب الأرضية قد تكون غير قابلة للكشف من خلال الغلاف الجوي السميك عبر المسافات الشاسعة للفضاء باستخدام التكنولوجيا الحالية.
ان التدفقات الموسمية على المنحدرات المريخ الدافئة، توحي بشدة بوجود الماء السائل المالح الا ان اثبات ذلك عن طريق التحليل الطيفي لم يتم حتى الآن.
وقد تم تاكيد وجود بخار الماء في العديد من الأجرام الفلكية عن طريق التحليل الطيفي، ولم يتم تأكيد وجود الماء السائل. ومع ذلك، عند وضع هذة الملاحظات مع عمليات الرصد الأخرى، يمكن الاستدلال على هذا الاحتمال. على سبيل المثال، فإن كثافة جي جيه 1214 بي تشير إلى أن جزءا كبيرا من كتلته عبارة عن ماء. ودلت عمليات رصد مرصد هابل الفضائي لهذا الكوكب علامات واضحة تدل على وجود بخار الماء.
والاحتمال الآخر هو أنه قد يكون هناك طبقة سميكة من السحب العالية، والتي تمتص ضوء النجوم. ويحتمل ان يكون هذا الكوكب الخارجي عالم مائي.

### المؤشرات الجيولوجية
افترض عالم الفيزياء الفلكية النمساوي المولد توماس قولد أن العديد من اجرام النظام الشمسي تحتفظ بالمياه الجوفية تحت السطح.
ويعتقد أن الماء السائل قد يكون موجودة في باطن كوكب المريخ. وتشير البحوث إلى أنه في الماضي كان هناك ماء سائل يتدفق على سطح المريخ. الذي شكل مساحات واسعة مماثلة للمحيطات الأرض. ومع ذلك، يبقى السؤال الأهم إلى أين ذهب الماء. والماء الآن عل المريخ في صورة جليد غالبا، ويمثل الغطائين الجليديين في القطب الشمالي والجنوبي للكوكب معظم الجليد الموجود على السطح، ويوجد أيضا بعض الجليد في صخور القشرة المريخية، وكما توجد نسبة ضئيلة من بخار الماء في الغلاف الجوي للكوكب، وفي يوم 29 سبتمبر 2015 أعلنت وكالة ناسا للفضاء رسميا عن وجود مياه سائلة مالحة متدفقة على سطحه.

### نماذج الاضمحلال الإشعاعي
تشير نماذج الاحتباس الحراري والتدفئة عن طريق تحلل الاضمحلال الإشعاعي لأجرام النظام الشمسي الجليدية الصغيرة:ريا، تيتانيا، أوبيرون، تريتون، بلوتو، ايريس، سيدنا، والغول إلى وجود المحيطات تحت القشور الجليدية الصلبة التي يبلغ سمكها حوالي 100 كم.

### نماذج التمايز الداخلي

رسم بياني يظهر الهيكل الداخلي المحتمل للكوكب القزم سيريس

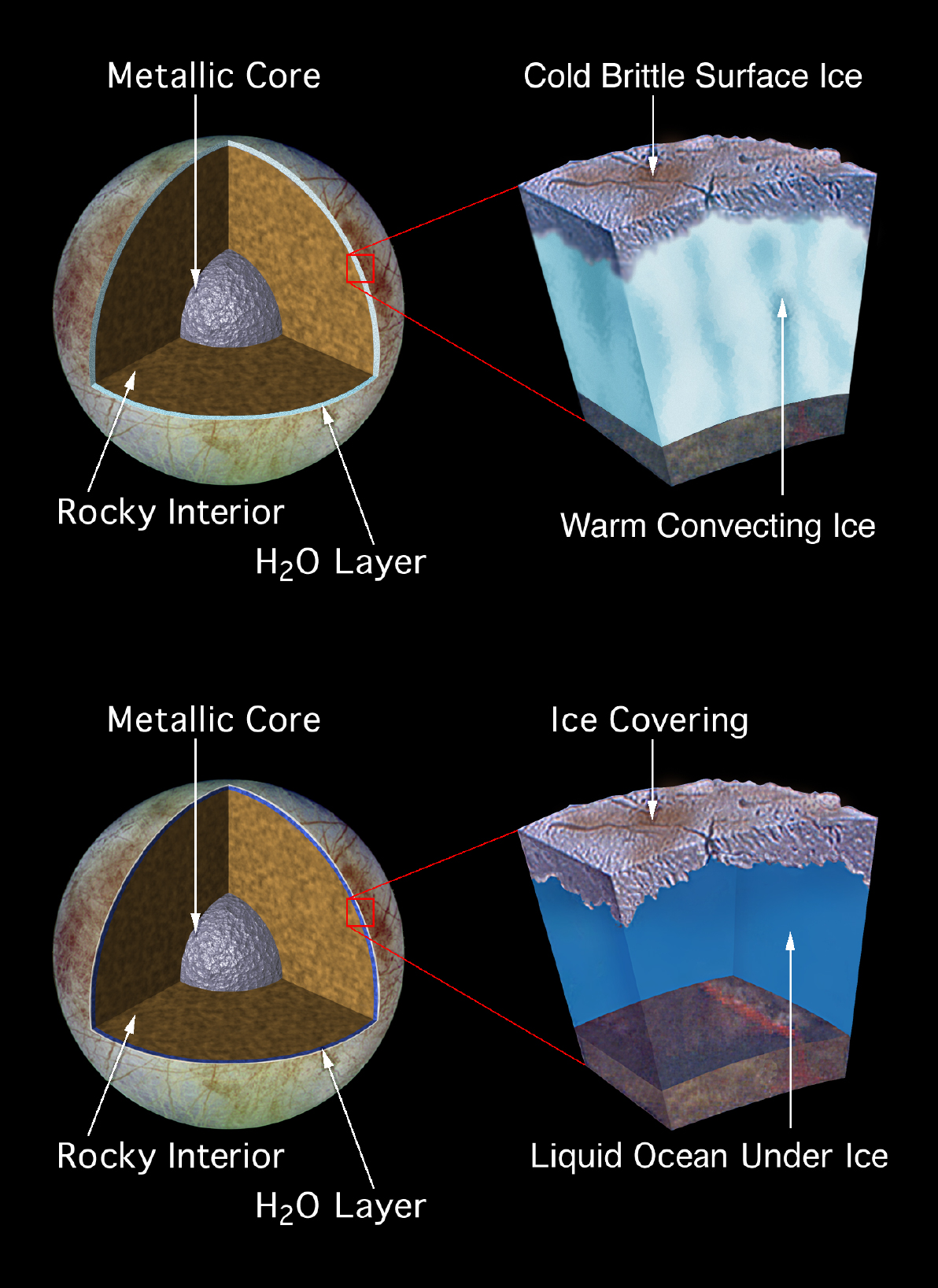
نموذجين لتركيب يوروبا الداخلي تشير إلى وجود محيط كبير من الماء السائل تحت سطحة. وقد اقترحت نماذج مماثلة لالأجرام السماوية الأخرى في النظام الشمسي

تشير الدرسات إلى احتمال وجود طبقة داخلية رطبة على الكوكب القزم سيريس، أكبر جسم في حزام الكويكبات وتوحي عملية انبعاث بخار الماء من سطح سيريس إلى تسامي جليد السطح
ويعتقد أن طبقة من المياه السائلة سميكة بما فيه الكفاية لفصل القشرة عن الوشاح موجودة على القمر تيتان وايضا على كاليستو وغانيميد  وترايتون. وقد يكون لدى معظم الأقمار الجليدية الأخرى محيطات داخلية، أو محيطات داخلية قد جمدت الآن.

### نطاق صالح للحياة
مدار كوكب في نطاق صالح للحياة هي الوسيلة الشائعة المستخدمة للتنبؤ بأمكانية وجود المياه السطحية على سطحه .مع ان مدار الكوكب حول النجم في نطاق صالح للحياة لا يضمن أن كوكب له ماء سائل. فكتلة الكواكب والضغط الجوي لابد ان تكون كافية لدعم الماء السائل . مع توفر إمدادات كافية من الهيدروجين والأكسجين. ومع أن تعريف هذه المنطقة قد تغير، فإنها تعتبر عموما المنطقة المحيطة بنجم، حيث يمكن أن يدوم ماء سائل على سطح كوكب شبيه بالأرض مدة تصل إلى بضعة بلايين من السنين على الأقل. وهذه المنطقة لها شكل حلقي، وحدودها الداخلية هي الأقرب إلى كوكب يمكن أن يدور حول نجمه العائل، من دون أن يفقد محيطاته في الفضاء
يعتقد الفلكيون عموما ان استقرار الماء السطحي هو ما يحتاج إليه كوكب لإعالة أنماط معقدة من الحياة عليه ومنذ وقت قريب، فُسر اكتشاف بخار ماء حول النجم الشديد التألق سي دبليو الأسد (CW Leonis) بأنه دليل على وجود مذنبات تتبخر.
نظام غلييزا 581 يحتوي على كواكب متعددة قد تكون مرشحة للمياه السطحية، بما في ذلك غليزا 581 سي وقد يكون غليزا 581 دي دافئ بما فيه الكفاية للمحيطات إذا كان الاحتباس الحراري غير عامل، وتبدو الظروف ملائمة أكثر على الكوكب غلييزا 581 إي.
النجم غلييزا 667 ثلاثة من كواكبة المكتشفة تقع ضمن النطاق الصالح للحياة بما في ذلك غلييزا 667 Cc الذي تشير التقديرات إلى أن درجة حرارة سطحة مشابهة لكوكب الأرض وإلى احتمال قوي لوجود الماء السائل.
كبلر-22بي أحد المرشحين 54 الأوئل من كوكب خارج المجموعة الشمسية التي رصدها تلسكوب كبلر وتم التحقق من أنها تدور في نطاق صالح للحياة وتحتوي على مسطحات مائية. ويعادل قطرة حوالي 2.4 ضعف قطر كوكب الأرض

## روابط خارجية
- موسوعة الكواكب خارج المجموعة الشمسية
- جليسي 581: كوكب خارج المجموعة الشمسية قد يكون فعلا صالح للحياة
- قمر المشتري يوروبا: ماذا يكمن تحت الجليد ؟
- إلى غريب فضولي: الأرض هل تبرز بوصفها الكوكب الحي
- : البحث عن حياة خارج كوكب الأرض في جميع الأماكن الصحيحة